# Malick Sidibé
Malick Sidibé (Soloba, círculo de Yanfolila, 1936 – Bamaco, 14 de abril de 2016) foi um fotógrafo retratista do Mali.
É, juntamente com Omar Diop, Samuel Fosso e Seydou Keïta, um dos representantes importantes da fotografia africana contemporânea.
Foi apelidado de "o olho de Bamako".

## Biografia

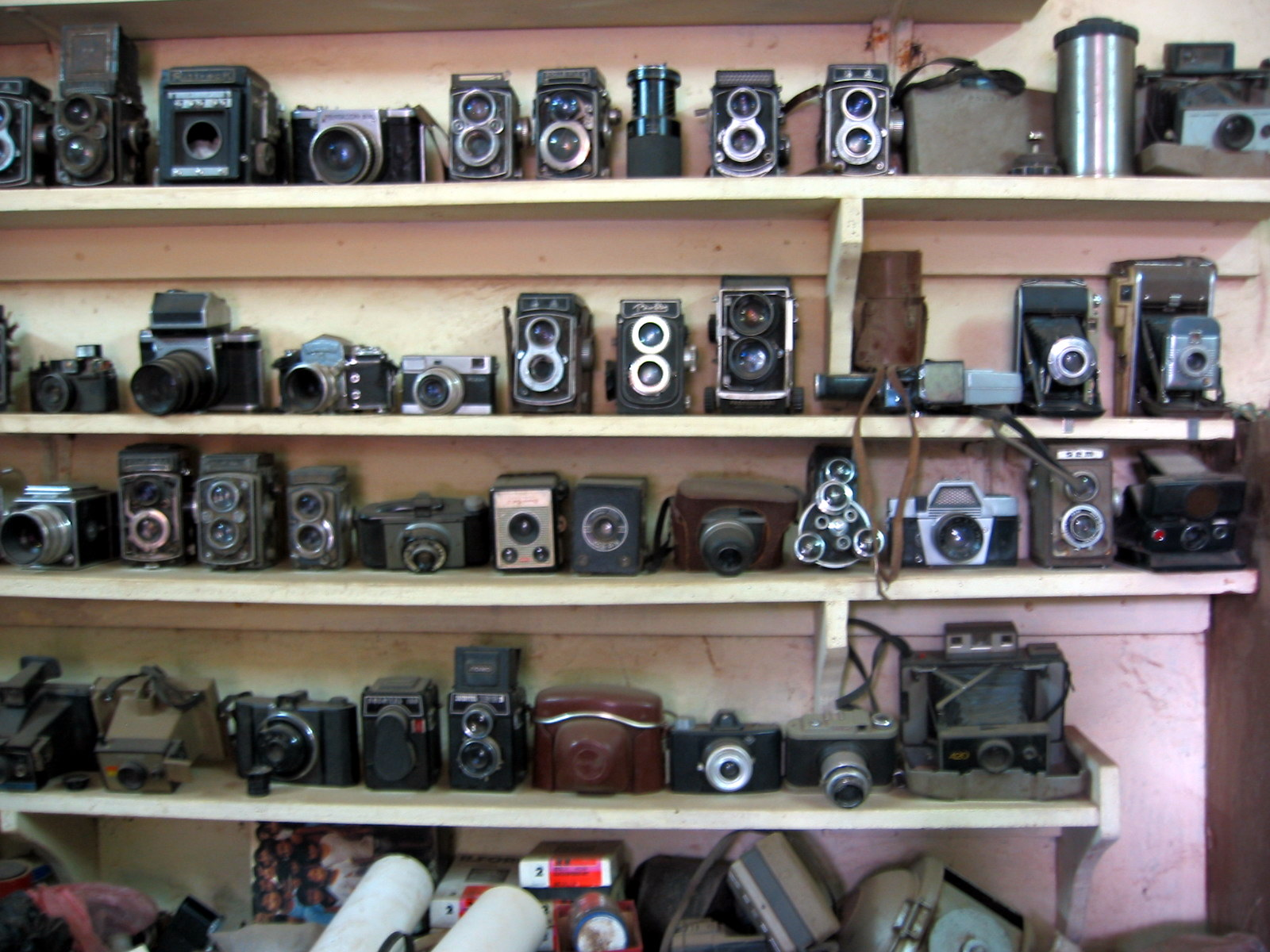
Coleção de câmeras de Malick Sidibé em seu estúdio em Bamako.

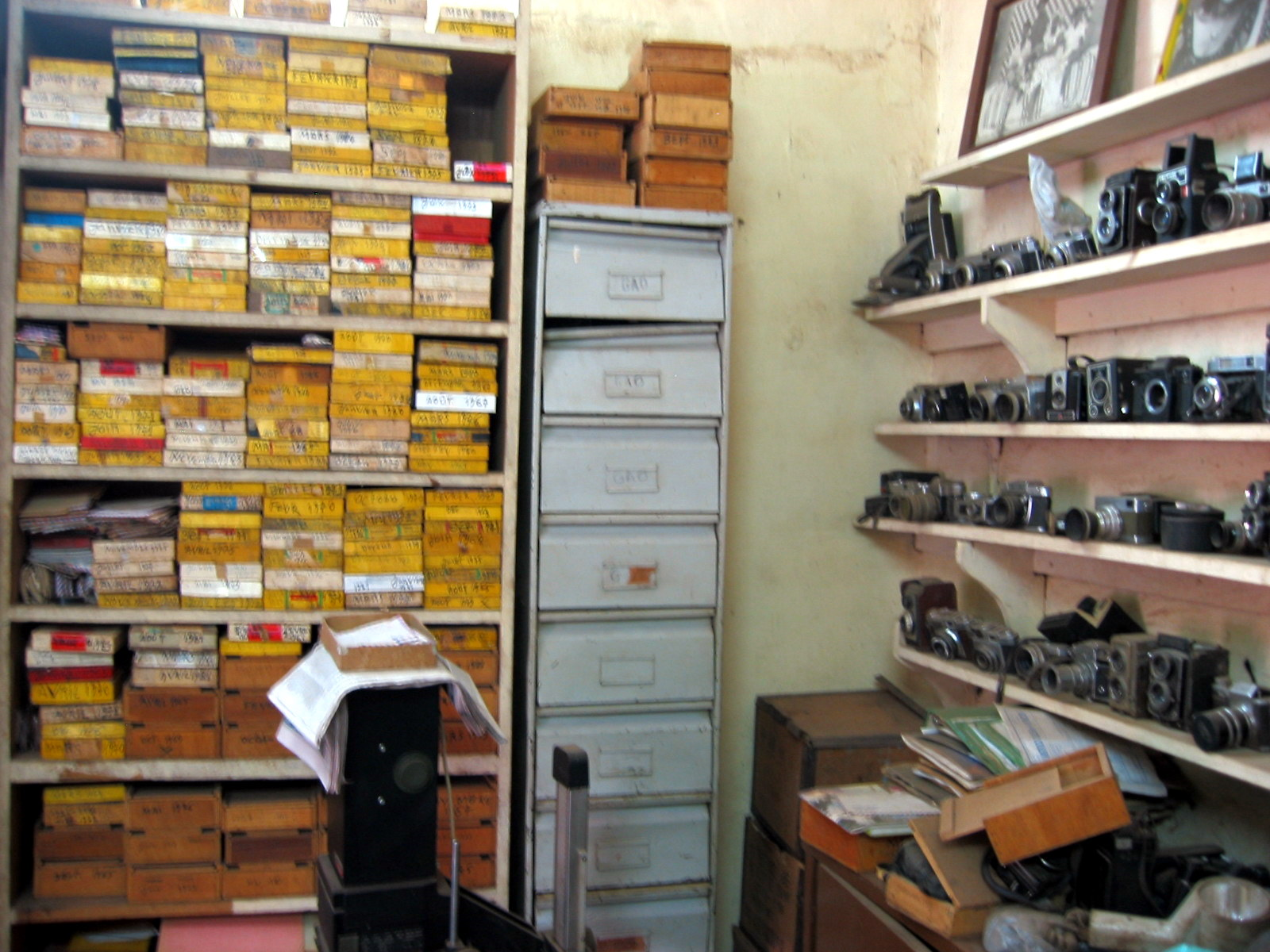
As caixas nas quais Malick Sidibé armazenava e classificava todos os seus negativos.

Malick Sidibé nasceu em Soloba em uma família de camponeses fula; Ele foi no início um pastor, boiadeiro e agricultor. Estudou desenho e joalheria na Escola de Artesãos Sudaneses (atual Instituto Nacional de Artes em Bamako ) em Bamako .
Em 1955, ele entrou no estúdio "Photo service" de Gérard Guillat-Guignard com quem aprendeu fotografia.
Ele abriu seu próprio estúdio em 1958.
Em 1962, ele abriu seu estúdio em Bamako, no bairro popular de Bagadadji, onde permaneceu até sua morte, e se especializou primeiro na reportagem fotográfica, especialmente nas festas de jovens da capital do Mali.
Na década de 1970, ele se voltou mais para os retratos cheios de apuro feitos no estúdio.
Os primeiros Encontros Africanos de Fotografia em Bamako, em 1994, permitiram a Malick Sidibé aumentar a sua reputação. Ele expôs em galerias na Europa (como a Fundação Cartier em Paris ), nos Estados Unidos e no Japão.
Morreu em 14 de abril de 2016 em Bamako de câncer.
Um ano após sua morte, a Fundação Cartier de Arte Contemporânea presta homenagem a ele através do "Mali Twist", uma exposição retrospectiva de suas mais belas fotografias organizadas na fundação em Paris de 20 de outubro de 2017 a 25 de fevereiro de 2018.

## Prêmios e distinções
Em 2003, Malick Sidibé recebeu o Prêmio Internacional da Fundação Hasselblad . Ele é o primeiro africano a receber este prêmio.
Em 10 de junho de 2007 recebeu um Leão de Ouro honorário pelo conjunto da obra, por ocasião da 52ª Bienal de Arte Contemporânea de Veneza.
No dia 23 de junho de 2009 , ganhou o PhotoEspaña Baume &amp; Mercier Award 2009 por seu trabalho como retratista e, no mesmo ano, o World Press Photo na categoria Artes e Entretenimento .
O Rencontres d'Arles de 2016 apresenta-o em "Swinging Bamako", uma exposição da sequência "Africa Pop".

## Filmografia
- Malick Sidibé, Sharing, filme de Paul Glaser, POM Films, Montreuil, Paris; ADAV Distrib., 2013